# Annie Altschul
Annie Altschul CBE, RGN, BA, MSc, RMN, RNT, FRCN (* 18. Februar 1919 in Wien; † 24. Dezember 2001 in London) war eine österreichische Krankenschwester, Pflegewissenschaftlerin und Theoretikerin der psychiatrischen Pflege. Sie gilt als Pionierin ihres Faches.

## Leben

### Kindheit in Wien
Annie Altschul verbrachte ihre Kindheit in einer sozialdemokratisch aktiven Familie jüdischen Glaubens in Wien. Ihr Vater, Ludwig Altschul, verunfallte tödlich, als sie fünf Jahre alt war, und so blieben ihr manche finanziellen Nöte als Kind und Jugendliche nicht erspart. Aufgrund ihrer Begabung bekam sie allerdings vom Wiener Frauen Erwerb Verein in Wien 4 eine Freistelle an deren Realgymnasium und es war der Mutter, Marie Altschul, möglich, die Tochter am 17. Juni 1937 die Matura ablegen zu lassen. Gemeinsam mit ihrer Freundin Lucie Smetana (verh. Fowler) begann Annie Altschul im Wintersemester 1937/38 ein Studium der Mathematik und Physik an der Universität Wien. Lucie Smetana studierte Medizin. Aufgrund des Anschlusses Österreichs an das Deutsche Reich im März 1938 konnte Annie Altschul schon im Sommersemester 1938 nicht mehr weiterstudieren, sondern wurde aus „rassischen“ Gründen von der Universität relegiert. Gerade noch rechtzeitig gelang der Familie die Emigration nach London. Der einzige Besitz, den sie nach England mitnehmen konnten, war ein Ölbild, das eine österreichische Landschaft darstellte und das Annie bis zu ihrem Lebensende als größten Schatz hütete.

### Krankenschwester in London
In London arbeitete Annie Altschul, wie viele andere Flüchtlinge auch, zunächst als Kindermädchen und Haushaltshilfe und begann eine Ausbildung zur Krankenschwester und Hebamme am Epsom County Hospital. Mit den Ausbildungsbedingungen war sie allerdings nicht zufrieden. Die Pflege psychisch traumatisierter Soldaten des Zweiten Weltkriegs wurde zu einem Schlüsselerlebnis für Annie Altschul. Sie bildete sich deshalb an der Mill Hill School im Norden Londons in psychiatrischer Pflege weiter. Schon im Jahr 1946 wurde Annie Altschul als Unterrichtsschwester am renommierten psychiatrischen Maudsley Hospital angestellt. Sie nahm zusätzlich ein Studium der Psychologie am Birkbeck College in London auf und absolvierte einen einjährigen USA-Aufenthalt im Jahr 1961/62 an der Boston University School of Nursing. Als die Pflegewissenschaft in den 1960er Jahren in Großbritannien im Entstehen war, gehörte Annie Altschul, gemeinsam mit zwei weiteren Emigrantinnen, Charlotte Kratz (1922–2006) aus Deutschland und Lisbeth Hockey (1918–2004) aus Österreich, zu den auf dem diesem Gebiet wichtigen Persönlichkeiten.

### Pflegewissenschaftlerin in Edinburgh
Im Jahr 1964 wurde sie Dozentin am „Department of Nursing Studies“ der Universität Edinburgh. Diese Stelle wurde im Jahr 1984 in eine Professur umgewandelt. Altschul publizierte zwei Bücher mit den Titeln „Psychiatrische Pflege“ sowie „Psychologie für Pflegeberufe“. Das Interesse an psychisch traumatisierten Menschen veranlasste sie Ende der 60er Jahre, eine Studie an einem psychiatrischen Krankenhaus durchzuführen zur Erforschung der „Beziehung des Patienten zu Pflegenden“. Annie Altschul gelangte durch diese Studie zu dem verblüffenden Ergebnis, dass Beziehungen zwischen Pflegenden und Patienten erst durch nicht routinemäßige Interaktionen zustande kommen. Die Studie zählt bis heute zu den Klassikern psychiatrischer Pflegeforschung.
Zu den pflegewissenschaftlichen Kolleginnen in Edinburgh gehörten Nancy Roper, Winifred Logan und Alison Tierney, die das Pflegemodell der Lebensaktivitäten entwickelten, das aus der deutschen Pflegewissenschaft seit den 1980er Jahren nicht mehr wegzudenken ist und auf den sechs res non naturales der hippokratischen Diätetik beruht.
Ab den 1970er Jahren wurde Altschul mehrfach von Ruth Quenzer (* 1929), der Rektorin der Kaderschule des Schweizerischen Roten Kreuz in Zürich, zu Vorträgen eingeladen. 1984 kam Altschul auf Einladung des WENR („Workgroup of European Nurse Reseachers“) zu einem Vortrag nach Wien.

### Beraterin der Weltgesundheitsorganisation
Altschul wurde temporäre Beratung der Weltgesundheitsorganisation (WHO) und bereiste mehrere Länder, um ihre Studie vorzustellen. Sie referierte mehrfach an der Kaderschule des Schweizerischen Roten Kreuzes in Aarau. 1984 wurde sie von den European Nurse Researchers nach Wien zu einem Vortrag eingeladen mit dem Titel „Nursing Research for a Better Care“. Altschul war Mitglied der „Socialist Medical Association“ und stiftete den „Professor Annie Altschul Publication Prize“.

#### Ruth Schröck, Einfluss auf die deutsche Pflegewissenschaft
Die Pflegewissenschaftlerin, erste Professorin für Pflegewissenschaft in Deutschland, Ruth Schröck, war eine Doktorandin Annie Altschuls. Schröck promovierte im Jahr 1918 bei Altschul mit der 318 Seiten umfassenden Arbeit „An Argument concerning the meaning and relevance of philosophical enquiries in nursing“ zum Doctor of Philosophy (PhD) an der Universität Edinburgh. Schröck gehört zu den Gründungsmitgliedern der Deutschen Gesellschaft für Pflegewissenschaft. Auch andere deutsche Pflegewissenschaftler zog es an die Universität Edinburgh, wie beispielsweise Marianne Arndt oder Reinald Schmidt-Richter, die mit Unterstützung der Robert Bosch Stiftung dort einen akademischen Titel erwarben.

### Zeit nach der Emeritierung
Nach ihrer Emeritierung wandte sich Altschul wieder ihrer ursprünglichen Wiener Leidenschaft des Studiums der Mathematik zu, aktualisierte ihre Kenntnisse für den Unterricht mit Kindern, die ihr immer besonders am Herzen gelegen hatten, und arbeitete als ehrenamtliche Lehrerin in einer Grundschule.
Kurz vor ihrem Tod wurde eine eintägige Festveranstaltung zu Ehren von Annie Altschul abgehalten, wobei Texte von Altschul verlesen und diskutiert wurden, die sie bereits 1960–61 während ihres Amerika-Aufenthaltes verfasst hatte und die von Stephen Tilly als Festschrift herausgegeben wurde. Zudem wurde die Veranstaltung auch von dem Dokumentarfilmmacher Jack Shea gefilmt. Am 24. Dezember 2001 verstarb Annie Altschul in London (andere Quellen sprechen von Edinburgh), nachdem sie die Möglichkeit einer permanenten Dialyse aufgrund eines beidseitigen Nierenversagens abgelehnt hatte.

## Ehrungen
- Commander of the British Empire (CBE) aufgrund ihres Engagements für die Interessen und Rechte traumatisierter Patienten

## Veröffentlichungen
Als Autorin
- Altschul, Annie: Krankenpflege in der Psychiatrie = Psychiatric Nursing, aus dem Engl. übersetzt von Karin und Horst Dilling, Urban & Schwarzenberg München, Wien, Baltimore 1977, ISBN 978-3-541-06661-2.
- Altschul, Annie: Nursing Research for a Better Care, in: Pflege. Die wissenschaftliche Zeitschrift für Pflegeberufe, Huber Bern et al. 16 (2003), S. 26–30.